# Senato della Virginia
Il Senato della Virginia è la camera alta dell’Assemblea generale della Virginia. Essa si riunisce, insieme alla Camera dei delegati, nel Campidoglio dello Stato della Virginia. 
È composto da 40 membri, ognuno dei quali eletti per un mandato quadriennale. I rappresentanti non sono soggetti a un numero di mandati. Ogni membro rappresenta circa 220 000 abitanti.

## Storia
Il Senato della Virginia è stato creato, nella sua forma giuridica attuale, nel 1776 e originariamente era composto da 24 membri.
Insieme alla Camera dei delegati della Virginia, il Senato era parte di una nuova legislatura bicamerale progettata per sostituire l'House of Burgesses, sciolta il 6 maggio 1776.
Secondo l'originale Costituzione della Virginia, il Senato poteva solo proporre nuovi emendamenti, ma quando la costituzione fu rivista nel 1851, ai senatori fu permesso anche proporre nuove leggi.

## Leadership del Senato
Il vicegovernatore della Virginia funge da presidente del Senato, ma vota solamente se vi è parità assoluta. In sua assenza, la presidenza viene assunta dal presidente pro tempore, eletto dal partito di maggioranza a cui segue la conferma da parte dell'intero Senato. Il presidente pro tempore è la prima carica del Senato; i leader di maggioranza e minoranza sono eletti dai rispettivi partiti.